# Symplectische groep
In de groepentheorie, een deelgebied van de wiskunde, kan de naam symplectische groep, eerder bekend als 'regel complexe groep', naar twee verschillende soorten groepen verwijzen, die worden genoteerd als
{\displaystyle Sp(2n,F)} en {\displaystyle SP(n)}
{\displaystyle SP(n)} wordt ook wel de compacte symplectische groep genoemd om deze van {\displaystyle Sp(2n,F)} te onderscheiden. De naam is door Hermann Weyl bedacht en staat voor het Griekse analogon van het woord complex. Verschillende auteurs gebruiken vaak een iets andere notatie, die meestal met een factor van twee verschilt. De notatie die hier wordt gebruikt is in overeenstemming met de grootte van de matrices die worden gebruikt om de groepen te representeren. In Cartans classificatie van de enkelvoudige lie-algebra's, wordt de lie-algebra van de complexe groep {\displaystyle Sp(2n,C)} aangeduid door {\displaystyle C_{n}} en is {\displaystyle SP(n)} de reële compacte vorm van {\displaystyle Sp(2n,F)}. De symplectische groep wordt weergegeven door de symplectische matrix.